# Karel Matoušek
Karel Matoušek (ur. 10 maja 1928 w Pradze, zm. 1 stycznia 2018) – czechosłowacki zapaśnik walczący w stylu klasycznym. Olimpijczyk z Rzymu 1960, gdzie zajął czwarte miejsce w kategorii 67 kg.
Szósty na mistrzostwach świata w 1958. Czterokrotny mistrz kraju, w latach 1956, 1957, 1958 i 1960.
- Turniej w Rzymie 1960

Pokonał Mario De Silve z Włoch, Anastasiosa Mousidisa z Grecji i Jacques’a Pourtau z Francji, a przegrał ze Szwedem Gustavem Freijm.